# Stamnodes depeculata
Stamnodes depeculata là một loài bướm đêm trong họ Geometridae.